# Собетинці
Собетинці (словен. Sobetinci) — поселення в общині Марковці, Подравський регіон‎, Словенія.